# 200 meter hækkeløb
200 meter hækkeløb er en atletikdisciplin, som tidligere var internationalt praktiseret af mænd, men fra 1960 er IAAF stoppet med at anerkende rekorder på distancen. Distancen løbes dog stadig nationalt og der anerkendes bl.a. danske rekorder for både mænd og kvinder. I England og USA løb man 220 yards hækkeløb (201,17 meter). 

## 200 meter hæk  på OL
200 meter hæk var med på programmet ved OL 1900 og 1904.
| OL      | Guld                   | Sølv                   | Bronze                 |
| ------- | ---------------------- | ---------------------- | ---------------------- |
| OL 1900 | Alvin Kraenzlein (USA) | Norman Pritchard (IND) | Walter Tewksbury (USA) |
| OL 1904 | Harry Hillman (USA)    | Frank Castleman (USA)  | George Poage (USA)     |

## De sidste verdensrekorder
- Don Styron, USA, 21,9h s, 2. april 1960, Baton Rouge (Lige bane)
- Glenn Davis, USA, 22,5h s, 20. august 1960, Bern (Bane med kurve dvs. normal bane)
- Pamela Kilborn, Australien 25,7h 25. november 1971 Melbourne

### Bedste noteringer
- Laurent Ottoz, Italien 22,55 31. maj 1995 Milano
- Patricia Girard, Frankrig 25,82/25.6h  22. september/23. august 1999/2001 Nantes

## Danske rekorder
- Claus Hirsbro Trongårdens IF 23,1h 20. maj 1992
- Dorte Wolfsberg Frederiksberg IF 27,3h 7. juli 1981

| Atletik | Spire Denne artikel om atletik er en spire som bør udbygges. Du er velkommen til at hjælpe Wikipedia ved at udvide den. |